# لایه فیزیکی پیشرفته
لایهٔ فیزیکی پیشرفته اترنت (به انگلیسی: APL یا Advanced Physical Layer) یک لایهٔ فیزیکی برای فناوری ارتباطات اترنت را توصیف می‌کند که به ویژه برای نیازهای صنایع فرایندی توسعه یافته‌است. توسعه APL اترنت با توجه به نیاز به ارتباط در سرعتهای بالا و در مسافتهای طولانی، تأمین نیرو و سیگنالهای ارتباطی از طریق کابل‌های جفت پیچ خورده (۲ سیم) و همچنین اقدامات محافظتی برای استفاده ایمن تعیین شد.
APL اترنت علاوه بر بودن زیر مجموعه ای از استاندارد پرکاربرد اترنت و نیز طراحی ویژه برای کاربردهای صنعتی غالب، قدرت بالایی را برای عملکردهای قابل اطمینان فراهم می‌کند.
مدت طولانی است که اترنت به راه حل ارتباطی استاندارد در زمینه فناوری اطلاعات تبدیل شده‌است، در حالی که اترنت صنعتی توصیف رایج ای از انواع این استاندارد برای صنایع تولیدی و فرآوری است. APL اترنت پیوندها و لینک‌های گمشده را فراهم کرده و نیز ارتباطات اترنت یکپارچه را تا زمینهٔ ابزار دقیق گسترش می‌دهد.

## ساختار
به عنوان یک لایه فیزیکی، APL اترنت مستقل از هرگونه پروتکل یا ارتباطات پشته ای است و برای تصویب و کاربرد گسترده در اتوماسیون فرایند طراحی شده‌است.
| ۷ | کاربرد       | EtherNet / IP , HART-IP , OPC UA , PROFINET، http و … | EtherNet / IP , HART-IP , OPC UA , PROFINET، http و … |
| ۶ | ارائه        | EtherNet / IP , HART-IP , OPC UA , PROFINET، http و … | EtherNet / IP , HART-IP , OPC UA , PROFINET، http و … |
| ۵ | جلسه         | EtherNet / IP , HART-IP , OPC UA , PROFINET، http و … | EtherNet / IP , HART-IP , OPC UA , PROFINET، http و … |
| ۴ | حمل و نقل    | TCP، UDP                                              | TCP، UDP                                              |
| ۳ | شبکه         | IP                                                    | IP                                                    |
| ۲ | پیوند داده‌ای | CSMA / CD , IE , TSN و …                              | CSMA / CD , IE , TSN و …                              |
| ۱ | فیزیکی       | اترنت اترنت سریع اترنت گیگابیت شبکه بی‌سیم و …         | APL اترنت                                             |

## اترنت به عنوان پایه ای برای APL
APL اترنت یک اترنت خاص و تک جفت که بر اساس 10BASE-T1L تعریف شده در IEEE 802.3cg و با مقررات اضافی برای صنایع فرایندی است؛ بنابراین ارتباطات APL اترنت بخشی از، و کاملاً سازگار با IEEE 802.3 مشخصات اترنت است.
ارتباطات APL اترنت به ارتباط دو طرفه کامل ۱۰ مگابیت بر ثانیه از طریق یک کابل جفت پیچ خورده متکی است. این از تمام توپولوژی‌های عمده شبکه از جمله توپولوژی شناخته شده تنه و شاخه که به‌طور گسترده‌ای در صنایع فرایندی استفاده می‌شود، پشتیبانی می‌کند. حداکثر طول تنه (ترانک) ۱۰۰۰ متر در منطقه ۱، Div 2 است. حداکثر طول شاخه (اسپر) به عنوان ۲۰۰ متر در منطقه ۰، Div 1 است.
APL اترنت دارای تعدادی از پیشرفت به ویژه متناسب با نیازهای فرایند و سایر صنایع مانند ایمنی ذاتی است و نمایه‌های دور را برای منابع تغذیه اختیاری و حفاظت از مناطق خطرناک اضافه می‌کند.

## ایمنی ذاتی
ایمنی ذاتی یک نیاز حیاتی به ویژه در صنایع فرایندی در سراسر جهان که خواستار یک راه حل آسان برای کنترل و قدرت استفاده از ابزارهای دقیق در مناطق خطرناک هستند، است. به همین دلیل، ایمنی ذاتی اختیاری کاملاً در تعاریف استاندارد ارتباطی APL اترنت ادغام شده‌است.
در مشخصات فنی IEC TS 60079-47 ED1 امنیت ذاتاً اترنت ۲ سیمه ذاتی تعریف خواهد شد.
سد ایمنی ذاتی یک مدار الکترونیکی در هر خروجی یا ورودی یک سوئیچ یا ابزار است. این سد از رسیدن انرژی الکتریکی قابل اشتعال به اتصال دهنده جلوگیری می‌کند. سد ایمنی ذاتی از از مدار ارتباطات (PHY) جدا است. این اصول طراحی تضمین می‌کند:
- تولیدکنندگان تراشه می‌توانند PHY موجود در بازار را در مقادیری که برای برنامه‌هایی که به ایمنی ذاتی احتیاج ندارند نیز در دسترس داشته باشند
- فروشندگان دستگاه‌ها می‌توانند به راحتی دستگاه‌هایی با ایمنی ذاتی بسازند

APL اترنت برای پشتیبانی آسان از برنامه‌ریزی، اعتبارسنجی، نصب، مستندسازی و اجرای عملکرد ذاتی ایمن ابزارهای دقیق در مناطق خطرناک طراحی شده‌است. این شامل جنبه‌های دیگر مداوم کار کردن روی کابل‌ها و ابزارهای فاقد اجازه گرم کار کردن است. کلیه محصولات مناسب دارای تاییدیه توسط یک نهاد اعلام شده هستند.

## مشخصات نمایه درگاه (پورت)
بخشی از استانداردهای APL اترنت شامل تعریف نمایه‌های پورت برای قابلیت همکاری در سناریوهای مختلف برنامه‌ها است. این شامل جنبه‌هایی مانند نوع قطعه، متمایز کردن تنه به تنه پورت از پورت شاخه به شاخه پورت است. سایر مشخصات به ویژگی‌های قدرت اشاره دارد، تفاوت بین پورت‌های منبع به بار و پورت‌های بدون نیرو به بدون نیرو. مفاد دیگر، تعریف طبقات قدرت است. این شامل محدودیت حداکثر ولتاژ منبع تغذیه و جریان تغذیه برای منبع تغذیه ایمن ذاتی است.
مباحث دیگری که در مشخصات مشخصات پورت مشخص شده‌است، قوانین سیم کشی، تعیین پین برای ترمینال‌ها و اتصالات و همچنین قوانین محافظ و اتصال به زمین است.

## مطالعات اضافی
- Spielmann, Benedikt (2020-03-04). "Ethernet to the Field of Process Plants / Sites". www.odva.org. Endress+Hauser Digital Solutions. Retrieved 2021-01-27.